# Pierre II de Blonay
Pierre II de Blonay est un seigneur de Saint-Paul-en-Chablais de la fin du XIIIe siècle et du début du XIVe siècle. Il est l'auteur, selon Foras, de la branche de Blonay du Chablais.

## Biographie

### Origines
Pierre de Blonay est né à une date inconnue. Il n'est pas mentionné avant 1277. Il est le second fils du seigneur Aymon de Blonay et Béatrix/Béatrice de Gruyère, dame de Pont-en-Ogoz,. Il est le petit-fils de Bellone de Saint-Paul, elle-même apparentée à Aymon II de Faucigny.

### Seigneur de Saint-Paul
Pierre de Blonay est co-seigneur de Blonay en Chablais et de Blonay sur Vevey. Son frère ainé, Jean Ier († avant 1309), ainsi que ses fils Guillaume et Perrod, lui laisseront toutes les possessions de la famille en Chablais.
En 1306, il prête hommage en faveur d'Amédée V de Savoie. À cette occasion, il est mentionné comme seigneur de Saint-Paul. Il reçoit la vallée de Bernex, ainsi que l'avouerie de Vevey. Même chose deux ans plus tard à Chillon, lorsqu'il témoigne pour son frère Jean Ier. En 1314, le comte le maintient dans ses droits sur Bernex. Il est mentionné comme co-seigneur de Vevey et seigneur de Saint-Paul. Un document de 1320 mentionne la tour de Lugrin, maison de Pierre de Blonay.
En 1322, ses fils Jean et Rodolphe se partagent ses biens : Jean obtient Noville, Bex, Aigle, Ollon, et l'avouerie de Vevey ; Rodolphe obtient Saint-Paul et Lugrin.

### Conflit avec le comte de Savoie
En 1286, il prête hommage lige à Louis Ier de Vaud, frère d'Amédée V de Savoie et seigneur de Vaud, pour des terres autour du château familial. Il devient un familier de Louis, qui s'était opposé à son frère à la mort de leur oncle, le comte Philippe Ier de Savoie. Il est même désigné par le baron de Vaud comme son exécuteur testamentaire en 1302. 
Ces relations privilégiées sont peut-être la cause des conflits qui opposèrent les Blonay au comte. Ils commencèrent à propos de la châtellenie de Fruence vers 1290, et atteignirent leur apogée avec l'assiègement du château de Saint-Paul puis sa confiscation. 
Finalement, le 15 décembre 1290, à Bourg-en-Bresse, un accord est trouvé entre le comte et les frères de Blonay. Celui-ci prévoit que Pierre prête hommage lige au comte et reprenne en fief des terres en Pays de Vaud. Le document mentionne de nombreux méfaits causés par les frères de Blonay, probablement dans la châtellenie d'Evian.
En 1298, il est pleige, c'est-à-dire à dire qu'il se porte caution, dans un traité entre le baron de Vaud et l'évêque de Lausanne.

### Carrière dans l'administration savoyarde
Après ses démêlés avec le comte Amédée V de Savoie, Pierre entre dans l'administration comtale. Entre 1295 et 1298, il est châtelain de Morat, puis châtelain des Clées (1305-1306). Entre 1306 et 1309, il est vidomne de Genève, avant d'être  de nouveau châtelain de Morat puis de Grasbourg en 1310 et 1311.

## Famille
Pierre de Blonay épouse Agnès de la Sarraz qui lui donne trois enfants :
- Alexie, qui épouse Girard d'Oron. Ils auront une fille, Marie, qui épousera François de Montferrand ;
- Jean II, qui épouse Jacquette de Joux. Ils auront deux fils, Jean V, qui épousera Catherine d'Oron, Hugues seigneur de Joux, et une fille Catherine Belletruche ;
- Rodolphe Ier (ou Rolet), qui aura deux fils : Jean VI et Rodolphe.

Une des filles de Jean V, Louise de Blonay, épousera son cousin Rodolphe II, fils de Jean VI.
Pierre II a un fils illégitime appelé Jean, qui épouse Perrette de Bex. Ils ont un fils Jean, qui a lui-même un fils appelé Jean.